# نواة مجرية نشطة

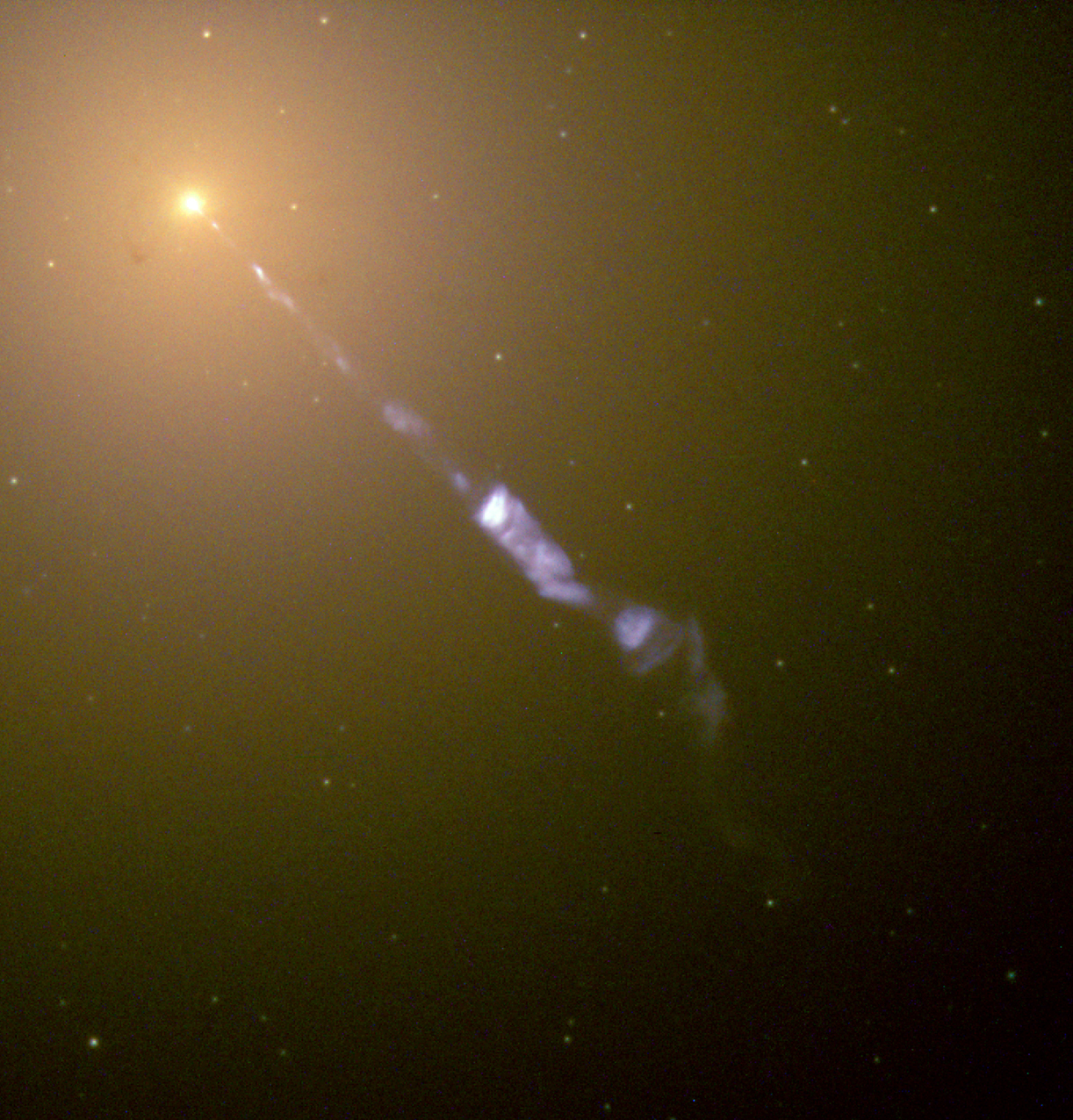
صورة التقطها تلسكوب هابل الفضائي ويرى نفاث للغاز والبلازما يمتد عبر 5000 سنة ضوئية يخرج مندفعا من المجرة مسييه 87، ويبدو الإشعاع السيكلوتروني في النفاث بلون أزرق، وهي تختلف عن الضوء لأصفر الصادر من م87.

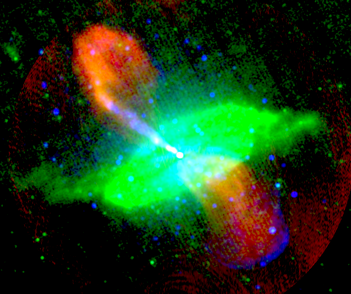
صورة بألوان اختيارية للتوضيح للمجرة الراديوية القنطورس أ، أشعة راديوية أحمر، أشعة تحت الحمراء أخضر, أشعة إكس أزرق. النفاثتان منطلقتان من نواة المجرة في اتجهاهين متضادين (أحدهما واضحة بيضاء).

نواة مجرة نشطة (بالإنجليزية: active galactic nucleus AGN) هي منطقة متكدسة في مركز المجرات يكون لها لمعانا فوق العادة في حيز الطيف الكهرومغناطيسي يمتد من الموجات الراديوية عبر الأشعة تحت الحمراء والضوء المرئي والأشعة فوق البنفسجية إلى الأشعة السينية وأشعة غاما. والمجرة التي تحتوي على مثل تلك النواة تسمى مجرة نشطة. ويعتقد أن تلك الموجات الكهرومغناطيسية الصادرة منها ناشئة عن انضغاط المادة في تلك المنطقة تحت تأثير ثقب أسود فائق الضخامة يحتل مركز تلك المجرة. وهذه المجرات هي أشد الأجرام السماوية سطوعا في الكون، وبواسطتها يمكن رؤية أو تصوير أشد الأجرام بعدا عن الأرض، كما يمكن دراسة مراحل نشأتها وتطورها مع الزمن.

## نظرة تاريخية
خلال النصف الأول من القرن العشرين، كشف الرصد الفوتوغرافي للمجرات المجاورة بعض العلامات المميزة لانبعاث النوى المجرية النشطة (إيه جي إن)، على الرغم من عدم وجود فهم فيزيائي لطبيعة ظاهرة إيه جي إن. تضمنت بعض عمليات الرصد المبكرة الكشف الطيفي الأول لخطوط الانبعاث من نواة مجرة إن جي سي 1068 ومسييه 81 من قِبل إدوارد فاث (نُشر البحث عام 1909)، واكتشاف التدفق المادي لمجرة مسييه 87 من قِبل هيبر كيرتس (نُشر البحث عام 1918). أشارت دراسات طيفية أخرى قام بها علماء فلك، على غرار فيستو سليفر وميلتون هوماسون ونيكولاس مايال، إلى وجود خطوط انبعاث غير عادية في بعض نوى المجرات. في عام 1943، نشر كارل زايفرت بحثًا وصف فيه رصد النوى الساطعة للمجرات المجاورة التي صدر عنها خطوط انبعاث عريضة بشكل غير عادي. شملت المجرات المرصودة في هذه الدراسة إن جي سي  1068 وإن جي سي 4151 وإن جي سي 3516 وإن جي سي 7469. تُعرف المجرات النشطة من هذه النوع باسم مجرات زايفرت تكريمًا لعمل زايفرت الرائد.
كان تطوير علم الفلك الراديوي حافزًا رئيسيًا لفهم إيه جي إن. تُعتبر المجرات الإهليلجية النشطة مثل مسييه 87 وقنطورس إيه من بين أقرب مصادر الإشعاع الراديوي المكتشفة. حُدد مصدر راديو آخر، مجرة الدجاجة إيه، من قبل والتر بادي ورودولف مينكوسكي، وظهرت كمجرة مشوهة تتمتع بطيف خط انبعاث غير عادي، وسرعة انحسارية تساوي 16700 كيلومتر في الثانية. أدى المسح الراديوي سي 3 إلى مزيد من التقدم في اكتشاف مصادر راديوية جديدة وكذلك في تحديد مصادر الضوء المرئي المرتبطة بالانبعاثات الراديوية. في الصور الفوتوغرافية، ظهرت بعض هذه الأجرام كالنقطة تقريبًا أو كالنجوم في مظهرها، وقد صُنفت كمصادر راديوية شبه نجمية (اختصر الاسم لاحقًا إلى «النجوم الزائفة»).
قدم عالم الفيزياء الفلكية الأرميني السوفياتي فيكتور أمبارتسوميان فكرة النوى المجرية النشطة في أوائل خمسينات القرن العشرين. في مؤتمر سولفاي للفيزياء في عام 1958، قدم أمبارتسوميان تقريرًا يقول فيه «أن الانفجارات في النوى المجرية تسبب طرد كميات كبيرة من الكتل. لكي تحدث هذه الانفجارات، يجب أن تحتوي النوى المجرية على أجرام ذات كتلة ضخمة وطبيعة غير معروفة. منذ تلك اللحظة، أصبحت النوى المجرية النشطة (إيه جي إن) مكونًا رئيسيًا في نظريات التطور المجري.» قُبلت فكرته في البداية مع بعض الشك.
كان التقدم الرئيسي هو قياس الانزياح الأحمر للنجم الزائف 3سي 273 من قِبل مارتن شميت، الذي نشر نتائجه في عام 1963. أشار شميت إلى أنه إذا كان هذا الجرم خارج مجرة درب التبانة، فإن انزياحه الأحمر الكبير الذي يبلغ 0.158 يشير إلى أنه منطقة نووية لمجرة أقوى بنحو 100 مرة من المجرات الراديوية الأخرى التي حُددت من قبل. بعد ذلك بوقت قصير، استُخدمت الأطياف البصرية لقياس الانزياحات الحمراء لعدد متزايد من النجوم الزائفة، بما في ذلك 3سي 48، ذات مسافة أبعد وازياح أحمر يساوي 0.37.
يشير الضياء الهائل لهذه النجوم الزائفة وكذلك خصائصها الطيفية غير العادية إلى أن مصدر طاقتها لا يمكن أن يكون نجومًا عادية. اقتُرحت فكرة تراكم الغازات حول الثقوب السوداء الفائقة كمصدر لقوة النجوم الزائفة في بحث أجراه إدوين سالبيتر وياكوف زيلوفيتش عام 1964. في عام 1969، اقترح دونالد ليندن بيل أن المجرات القريبة تحتوي على ثقوب سوداء فائقة في مراكزها كآثار قديمة للنجوم الزائفة «الميتة»، وأن هذه التراكمات كانت مصدر الانبعاثات غير النجمية في مجرات زايفرت المجاورة. في ستينات وسبعينات القرن العشرين، أظهرت عمليات الرصد المبكرة لعلم فلك الأشعة السينية أن مجرات زايفرت والنجوم الزائفة هي مصادر قوية لانبعاث الأشعة السينية، التي تنشأ من المناطق الداخلية لأقراص تراكم الثقوب السوداء.
اليوم، تُعتبر إيه جي إن موضوعًا بحثيًا رئيسيًا في الفيزياء الفلكية، من الناحية الرصدية والنظرية. يشمل بحث إيه جي إن إجراء مسوحات رصدية للعثور عليها عبر نطاقات واسعة من الضياء والانزياح الأحمر، ودراسة التطور الكوني ونمو الثقوب السوداء، والدراسات الفيزيائية لتراكم الثقوب السوداء وانبعاث الأشعة الكهرومغناطيسية من إيه جي إن، وفحص خصائص التدفقات المادية من إيه جي إن، وتأثير تراكم الثقوب السوداء ونشاط النجوم الزائفة على التطور المجري.

## أهم صفات المجرات النشطة
تتسم المجرات النشطة بثلاثة خواص رئيسية:
1. تبدو نواة المجرة النشطة نقطية. ويصعب التفرقة بينها وبين النجوم العادية وربما لا يمكن رؤيتها على الإطلاق. وإنما يفصح التحليل الضوئي للأشعة القادمة منها عن نوعيتها.
2. تتسم المجرات النشطة بأنها شديدة اللمعان ولهذا يمكن رؤيتها ورصدها على أبعاد كبيرة من مجرتنا، مجرة درب التبانة،
3. المنطقة التي تصدر منها الأشعة تكون في حجم المجموعة الشمسية.

## تكوين المجرات النشطة
تتكون المنطقة المركزية للمجرة النشطة من جرم سماوي عظيم الكتلة مثل ثقب أسود تدور حوله المادة والبلازما على هيئة القرص حوله. وينبعث من تلك الحلقة وعموديا عليها نفاثتان مستقيمتان في اتجاهين متضادين ، قد تنطلق الواحدة منها إلى بٌعد 5000 سنة ضوئية في الفضاء، وتغلف الحلقة سحابة بلازما تدور بسرعة 1000 إلى 10.000 كيلومتر في الثانية تبدو في عند تحليلها الطيفي كخطوط عريضة لموجات كهرومغناطيسية (Broad-Line-Region). وكثيرا ما تحتوي تلك المنطقة المركزية على غبار. وتغلفها منطقة يبين تحليلها الطيفي أنها تصدر خطوطا رفيعة للطيف (Narrow-Line-Region) وتتحرك تلك السحابة بسرعة أقل عن ما هو تحتها وتبلغ السرعة فيها نحو 100 كيلومتر في الثانية، ولذلك تبدو خطوط أطياف تلك المنطقة رفيعة. ويرجع هذا التفسير لتكوين المجرة النشطة إلى العالمين الفلكيين أوري وبادوفاني الذين قاما بنشرهِ عام 1995.

## اقرأ أيضا
- علم الفلك للأشعة السينية
- مجرة زايفرت
- مجرة مظلمة
- مجرة حلزونية
- صندوق الجواهر (عنقود نجمي)
- مجرة
- قزم أبيض
- عملاق أحمر
- الانفجار العظيم
- خط زمني للانفجار العظيم
- نجم نيوتروني
- ثقب أسود

## وصلات خارجية
- موقع الكون